# Skeet för damer i skytte vid olympiska sommarspelen 2024
Damernas skeet vid olympiska sommarspelen 2024 ägde rum den 3 och 4 augusti 2024 på Centre national de tir sportif i Châteauroux i Frankrike.

## Medaljörer
| Gren  | Guld                     | Guld                     | Silver                      | Silver                      | Brons            | Brons            |
| ----- | ------------------------ | ------------------------ | --------------------------- | --------------------------- | ---------------- | ---------------- |
| Skeet | Francisca Crovetto Chile | Francisca Crovetto Chile | Amber Rutter Storbritannien | Amber Rutter Storbritannien | Austen Smith USA | Austen Smith USA |

## Rekord
Före tävlingarna gällde dessa rekord:
| Kvalrekord       | Kvalrekord               | Kvalrekord | Kvalrekord                | Kvalrekord    |
| ---------------- | ------------------------ | ---------- | ------------------------- | ------------- |
| Världsrekord     | Francisca Crovetto (CHI) | 125        | Lonato del Garda, Italien | 27 april 2022 |
| Olympiskt rekord | Wei Meng (CHN)           | 124        | Tokyo, Japan              | 26 juli 2021  |

## Program
Alla tider är UTC+2.
| Datum                                       | Tid       | Omgång |
| ------------------------------------------- | --------- | ------ |
| Lördag 3 augusti 2024 Söndag 4 augusti 2024 | 9:00 9:30 | Kval   |
| Söndag 4 augusti 2024                       | 15:30     | Final  |

## Resultat

### Kval
| Placering | Idrottare             | Nation         | 1  | 2  | 3  | 4  | 5  | Totalt | Särskytte | Noteringar |
| --------- | --------------------- | -------------- | -- | -- | -- | -- | -- | ------ | --------- | ---------- |
| 1         | Austen Smith          | USA            | 25 | 23 | 25 | 25 | 24 | 122    | +14       | 0Q0        |
| 2         | Amber Rutter          | Storbritannien | 25 | 25 | 24 | 24 | 24 | 122    | +13       | 0Q0        |
| 3         | Emmanouela Katzouraki | Grekland       | 24 | 24 | 24 | 25 | 25 | 122    | +1        | 0Q0        |
| 4         | Vanesa Hocková        | Slovakien      | 24 | 24 | 23 | 25 | 25 | 121    |           | 0Q0        |
| 5         | Francisca Crovetto    | Chile          | 25 | 24 | 23 | 24 | 24 | 120    | +8        | 0Q0        |
| 6         | Danka Barteková       | Slovakien      | 24 | 24 | 24 | 24 | 24 | 120    | +7 + 2    | 0Q0        |
| 7         | Gabriela Rodríguez    | Mexiko         | 24 | 25 | 24 | 24 | 23 | 120    | +7 + 0    |            |
| 8         | Nele Wißmer           | Tyskland       | 25 | 24 | 25 | 23 | 23 | 120    | +5        |            |
| 9         | Lucie Anastassiou     | Frankrike      | 24 | 24 | 22 | 25 | 24 | 119    |           |            |
| 10        | Jiang Yiting          | Kina           | 24 | 24 | 23 | 24 | 24 | 119    |           |            |
| 11        | Victoria Larsson      | Sverige        | 20 | 24 | 25 | 24 | 25 | 118    |           |            |
| 12        | Dania Vizzi           | USA            | 20 | 24 | 25 | 24 | 25 | 118    |           |            |
| 13        | Wei Meng              | Kina           | 25 | 25 | 20 | 24 | 24 | 118    |           |            |
| 14        | Maheshwari Chauhan    | Indien         | 23 | 24 | 24 | 25 | 22 | 118    |           |            |
| 15        | Diana Bacosi          | Italien        | 22 | 24 | 22 | 25 | 24 | 117    |           |            |
| 16        | Martina Bartolomei    | Italien        | 22 | 25 | 22 | 25 | 23 | 117    |           |            |
| 17        | Nadine Messerschmidt  | Tyskland       | 23 | 24 | 22 | 25 | 23 | 117    |           |            |
| 18        | Assem Orynbay         | Kazakstan      | 22 | 22 | 23 | 24 | 25 | 116    |           |            |
| 19        | Daniella Borda        | Peru           | 23 | 23 | 23 | 24 | 23 | 116    |           |            |
| 20        | Konstantina Nikolaou  | Cypern         | 23 | 24 | 24 | 22 | 23 | 116    |           |            |
| 21        | Jang Kook-hee         | Sydkorea       | 24 | 24 | 23 | 22 | 22 | 115    |           |            |
| 22        | Barbora Šumová        | Tjeckien       | 23 | 24 | 23 | 22 | 22 | 114    |           |            |
| 23        | Raiza Dhillon         | Indien         | 21 | 22 | 23 | 23 | 24 | 113    |           |            |
| 24        | Iryna Malovitjko      | Ukraina        | 23 | 23 | 22 | 22 | 23 | 113    |           |            |
| 25        | Aislin Jones          | Australien     | 23 | 21 | 23 | 23 | 22 | 112    |           |            |
| 26        | Georgia Furquim       | Brasilien      | 21 | 23 | 21 | 22 | 24 | 111    |           |            |
| 27        | Sena Can              | Turkiet        | 19 | 23 | 23 | 22 | 23 | 110    |           |            |
| 28        | Chloe Tipple          | Nya Zeeland    | 23 | 22 | 20 | 20 | 23 | 108    |           |            |
| 29        | Amira Aboushokka      | Egypten        | 20 | 21 | 21 | 22 | 23 | 107    |           |            |

### Final
| Placering | Idrottare                   | Serie | Serie | Serie | Serie | Serie | Serie | Noteringar |
| Placering | Idrottare                   | 1     | 2     | 3     | 4     | 5     | 6     | Noteringar |
| --------- | --------------------------- | ----- | ----- | ----- | ----- | ----- | ----- | ---------- |
| 1         | Francisca Crovetto (CHI)    | 9     | 19    | 29    | 38    | 48    | 55    | SO:+7      |
| 2         | Amber Rutter (GBR)          | 10    | 19    | 28    | 37    | 46    | 55    | SO:+6      |
| 3         | Austen Smith (USA)          | 9     | 18    | 27    | 36    | 45    |       |            |
| 4         | Vanesa Hocková (SVK)        | 10    | 17    | 26    | 34    |       |       |            |
| 5         | Emmanouela Katzouraki (GRE) | 7     | 17    | 23    |       |       |       |            |
| 6         | Danka Barteková (SVK)       | 9     | 17    |       |       |       |       |            |